# 34844 Malavshah
34844 Malavshah è un asteroide della fascia principale. Scoperto nel 2001, presenta un'orbita caratterizzata da un semiasse maggiore pari a 2,3571532 au e da un'eccentricità di 0,1899965, inclinata di 2,77675° rispetto all'eclittica.